# 法人編號
法人編號（日语：／ hōjin bangō */?）是日本國稅廳分配给在日本注册的公司和组织之13位识别码。在填写纳税申报表或其他与税收、就业或社会保险有关的表格时，受托人必须在文件上寫上他们自己的法人編號。
法人編號於在2015年實施，同時落實12位数的個人編號，用于识别日本居民（包括居日外國人）。与個人編號不同的是，法人編號是由国家税务局公布的，且對外公佈不會受到懲罰。

## 格式
法人編號由13位数字组成，第一個位的數字是一个非零的校验码，校驗碼是由后面的12个数字计算而得出。

## 另見
- 全國地方公共團體編號
- 個人編號

## 外部連結
- 法人編號公佈處 （國税廳）
- 關於編號 （页面存档备份，存于）（國税廳的官方簡介）
- 關於法人編號的法律條文[] （英文翻譯版本）